# Farmen
Farmen är en svensk dokusåpa som sändes säsongsvis i TV4 åren 2001–2004 och återupptogs 7 januari 2013. 
Programledare de första två säsongerna 2001–2002 var Hans Fahlén, Linda Lindorff tog över vid säsong 3 (2003), hon var programledare för Farmen Afrika 2004 samt tillbaka på Farmen när det åter startade 2013–2014. Filippa Lagerbäck var programledare för Farmen Skärgården 2004, Paolo Roberto var programledare för Farmen från den åttonde säsongen (2015) till den trettonde säsongen (2020), efter att ha vikarierat i rollen under 2014.
Sedan 2021 är Anna Brolin programledare för Farmen (S14). 
Deltagarnas mentor var under många år bonden Gustav "Gutta" Andersson. Han drabbades dock av sjukdom både 2017 och 2018 vilket gjorde att hästbonden Hans Wincent fick agera Guttas dräng i säsong 11 samt helt vikariera för honom i inledningen av denna. Hans Wincent har ersatt Gutta helt från säsong 12.
Farmen är ett svenskt programformat skapat av Strix som sålt formatet till över 40 länder, bland annat Tyskland, Storbritannien, Libanon, Frankrike, Grekland, Chile, Serbien, Ungern, Norge, Turkiet och Finland.

## Programidé

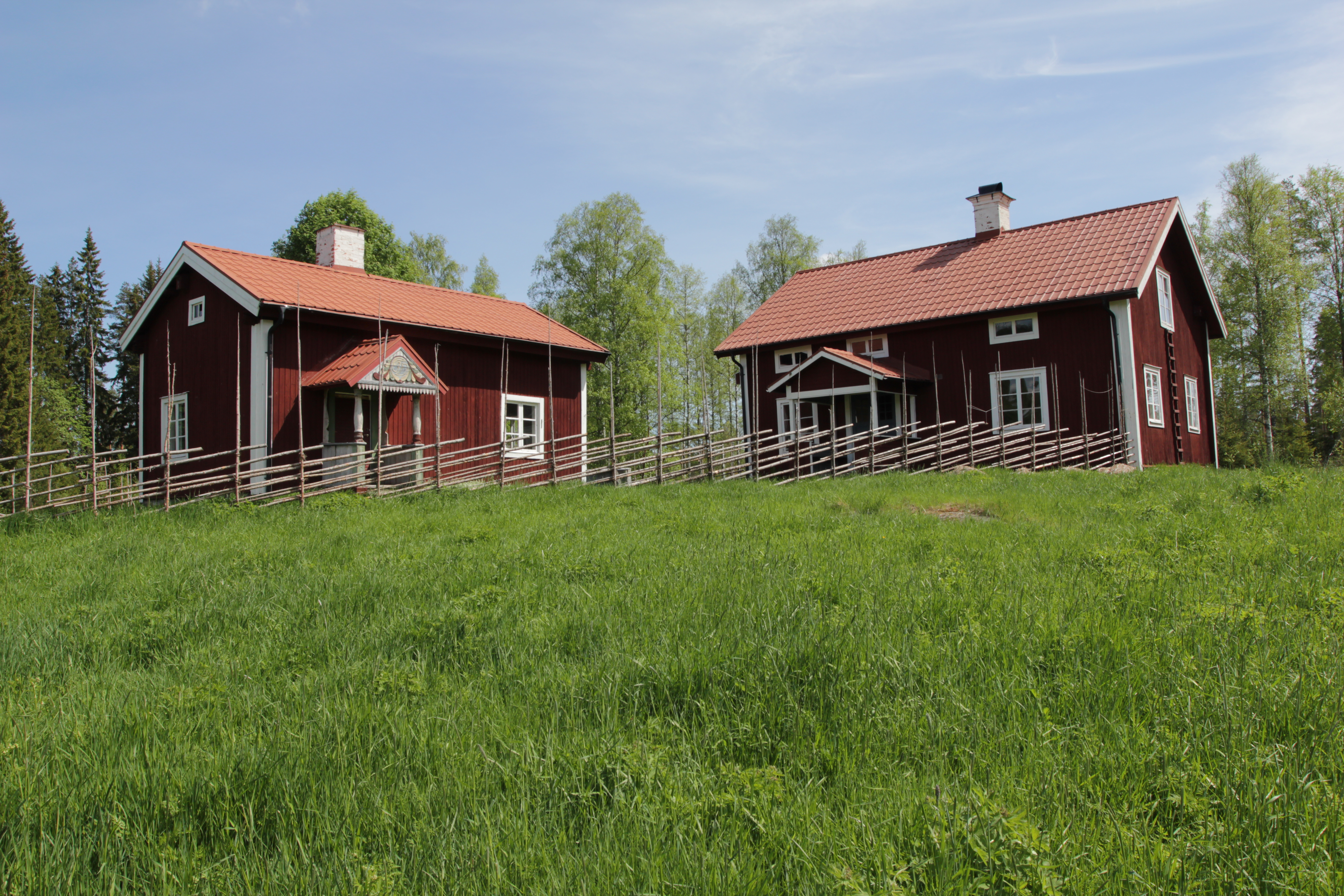
Sotbo gård, som var inspelningsplats i den svenska versionen säsongerna 2–3 och 6–7.

Ett antal deltagare placeras på en bondgård omgiven av natur. Där ska de bo i ett antal veckor och leva som bönderna gjorde på slutet av 1800-talet. Det innebär att gården saknar både elektricitet och rinnande vatten.
En av deltagarna utses till storbonde i en vecka. Storbonden har vissa privilegier, huvudansvar för gården och är den som fördelar sysslorna. Varje vecka får storbonden några uppdrag av en riktig bonde som även kontrollerar om föregående uppdrag är utförda och överlämnar eventuella belöningar - exempelvis djur till farmen eller konsumtionsvaror. Uppdragen kan bestå av till exempel byggprojekt, trädgårdsskötsel, hushållssysslor och hemslöjd.
Storbonden ska även utse en förstekämpe som i sin tur utser en andrekämpe. De två möts i en tvekamp baserad på antingen styrka, kunskap eller teknik. Den som förlorar tvekampen får lämna tävlingen och utse nästa veckas storbonde.
Under säsongen brukar även överraskningar förekomma. Det kan vara tillfälligt ändrade regler, nya deltagare eller besökare.

## Torpet
Är en spinoff på Farmen som först visas på TV4 Play, men senare under säsongen även på TV4, där deltagarna från Farmen kan hamna i en "gårdskamp". Även tidigare deltagare har dykt upp. Det är storbonden i Farmen som utser gårdskämparna. På torpet har man inte kor utan getter för mjölken, och man bor något mindre. Tidigare säsonger har det varit halmsängar, men nu senare säsongerna har man kryddat upp Torpetlivet lite (se under Ändringar).

## Ändringar

### Ändringar i Farmen
En ändring i den svenska versionen är att deltagare som blivit utslagna i ett tidigt skede kan få tävla mot varandra om att komma tillbaka in i tävlingen via webbspinoffen Torpet. En annan ändring är att varje vinnare av en tvekamp och varje veckas storbonde tilldelas en amulett. Den som samlat på sig flest amuletter får ett försprång i tävlingens slutskede. Amuletterna är en förutsättning för att en deltagare ska kunna vinna tävlingen.

### Ändring i Farmen & Torpet från säsong 15, 2022 (Sverige)
Under denna säsong ville man dock hamna på Torpet, eftersom man bara kunde bli tilldelad amuletter där (förutom om man blev vald till storbonde på Farmen), efter en vinst i torpet-kamperna. Produktionen hade också "kryddat till" Torpet, nästan till en bättre standard än på Farmen (till exempel med honung och kaffe vid ankomsten).

## Versioner
| Länder  | Lokal title | TV kanal | Premiär             | Tv-säsonger                            | Programledare |
| ------- | ----------- | -------- | ------------------- | -------------------------------------- | --- |
| Sverige | Farmen      | TV4      | - 24 september 2001 | 18 säsonger                            | - Hans Fahlén (2001-2002) - Linda Lindorff (2003–2004, 2013-2014) - Filippa Lagerbäck (2004) - Paolo Roberto (2015-2020) Nuvarande - Anna Brolin (2021-)                                                                                |
| Norge   | Farmen      | TV2      | - 17 september 2001 | 27 säsonger (19 allmänning + 8 kändis) | - Sarah Natasha Melbye (2001) - Frithjof Wilborn (2003) - Gaute Grøtta Grav (2004–2019) - Mads Hansen (2020-2021) - Tiril Sjåstad Christiansen (kändis) (2020-2023) Nuvarande - Niklas Baarli (2023-) - Dorthe Skappel (kändis) (2024-) |
| Finland | Farmi Suomi | Nelonen  | - 19 mars 2020      | 5 säsonger                             | Juuso Mäkilähde (2020) Nuvarande Ellen Jokikunnas (2021-) |

## Uppmärksamhet
Säsongen 2003 uppmärksammades Jan O. Jansson, som fick smeknamnet "Naken-Janne" i media. En nudist som visade sig helt naken framför kamerorna. TV4 valde att visa honom utan någon censur. Julen 2003 deltog "Naken-Janne" även i "Farmen Afrika". En annan deltagare som uppmärksammats är Qristina Ribohn, med smeknamnet "Farmen-Qristina" i media.
Vid två tillfällen under inspelningarna av säsong 11 uppstod bränder där räddningstjänst fick tillkallas. 1700-talstorpet Sjöängen i Virstorp i Sävsjö kommun, vilket agerade inspelningsplats för Torpet, övertändes och totalförstördes. Trots att torpet övertändes på natten, medan samtliga deltagare sov i torpet, kom inga människor eller djur till skada. Brandorsaken konstaterades omgående vara att en av deltagarna somnat ifrån en tänd fotogenlampa som sedan antänt ovanförliggande material.

## Säsonger
| Säsong | Sändningsdatum                  | Vinnare            | Deltagare | Programledare     | Inspelningsplats                                            | Tittarsiffror (Genomsnitt) |
| ------ | ------------------------------- | ------------------ | --------- | ----------------- | ----------------------------------------------------------- | -------------------------- |
| 1      | 24 september – 30 november 2001 | Benny Viberg       | 16        | Hans Fahlén       | Kolhorvan i Tuna, Vimmerby kommun i Småland.                | 1 201 000                  |
| 2      | 23 september – 29 november 2002 | Inger Andersson    | 15        | Hans Fahlén       | Sotbo i Norn vid Soten, Hedemora kommun i Dalarna.          | 1 117 000                  |
| 3      | 15 september – 21 november 2003 | Veronika Larsson   | 16        | Linda Lindorff    | Sotbo i Norn vid Soten, Hedemora kommun i Dalarna.          | 1 211 000                  |
| 4      | 30 januari – 23 april 2004      | Pia Flodner        | 19        | Linda Lindorff    | Oudtshoorn, Västra Kapprovinsen i Sydafrika.                | 887 000                    |
| 5      | 12 september – 20 november 2004 | Christian Gergils  | 17        | Filippa Lagerbäck | Saltholmen i Gåsfjärden, Oskarshamns kommun i Småland.      | i.u.                       |
| 6      | 7 januari – 15 mars 2013        | Erik Persson       | 15        | Linda Lindorff    | Sotbo i Norn vid Soten, Hedemora kommun i Dalarna.          | 822 000                    |
| 7      | 13 januari – 23 mars 2014       | Maria Dahlberg     | 16        | Linda Lindorff    | Sotbo i Norn vid Soten, Hedemora kommun i Dalarna.          | 795 000                    |
| 8      | 19 januari – 29 mars 2015       | Örjan Selien       | 18        | Paolo Roberto     | Norra Brandstorp vid Brandsjön, Vaggeryds kommun i Småland. | 729 000                    |
| 9      | 10 januari – 20 mars 2016       | Fredrik Rosenkvist | 16        | Paolo Roberto     | Norra Brandstorp vid Brandsjön, Vaggeryds kommun i Småland. | 793 000                    |
| 10     | 8 januari – 19 mars 2017        | Niklas Ravnestam   | 17        | Paolo Roberto     | Norra Brandstorp vid Brandsjön, Vaggeryds kommun i Småland. | 815 000                    |
| 11     | 7 januari – 18 mars 2018        | Stefan Eriksson    | 18        | Paolo Roberto     | Kvarntorp i Voxtorp, Gnosjö kommun i Småland.               | i.u.                       |
| 12     | 6 januari – 17 mars 2019        | Tobias Möller      | 17        | Paolo Roberto     | Kvarntorp i Voxtorp, Gnosjö kommun i Småland.               | i.u.                       |
| 13     | 5 januari – 15 mars 2020        | Sofie Hodén        | 19        | Paolo Roberto     | Norra Brandstorp vid Brandsjön, Vaggeryds kommun i Småland. | i.u.                       |
| 14     | 10 januari – 21 mars 2021       | Daniel Tholén      | 18        | Anna Brolin       | Norra Brandstorp vid Brandsjön, Vaggeryds kommun i Småland. | i.u.                       |
| 15     | 9 januari – 20 mars 2022        | Cecilia Ahlborg    | 19        | Anna Brolin       | Norra Brandstorp vid Brandsjön, Vaggeryds kommun i Småland. | i.u.                       |
| 16     | 8 januari – 19 mars 2023        | Nebil Davidsson    | 20        | Anna Brolin       | Norra Brandstorp vid Brandsjön, Vaggeryds kommun i Småland. | i.u.                       |
| 17     | 7 januari – 17 mars 2024        | Levin Larsson      | 19        | Anna Brolin       | Norra Brandstorp vid Brandsjön, Vaggeryds kommun i Småland. | i.u.                       |
| 18     | 19 januari – 30 mars 2025       | Mikael Andersson   | 16        | Anna Brolin       | Norra Brandstorp vid Brandsjön, Vaggeryds kommun i Småland. | i.u.                       |
|        |                                 |                    |           |                   |                                                             |                            |